# Quinta Batalha do Isonzo
A Quinta Batalha do Isonzo foi uma luta travada entre o Reino de Itália e o Império Austro-Húngaro, no contexto do fronte italiano na Primeira Guerra Mundial, entre 9 e 15 de março de 1916. Esta ofensiva italiana, considerada mal planejada, foi feita após muita pressão dos franceses para tentar aliviar a pressão alemã no fronte ocidental.

## Prelúdio
Após quatro tentativas de atravessar o rio Soča (Isonzo) e invadir o território austro-húngaro, o marechal Luigi Cadorna, comandante-em-chefe das forças italianas, organizou uma grande ofensiva para depois do inverno, no começo de 1916. Essa pausa desde o último ataque deu tempo para os italianos trazerem oito divisões extras para reforçar suas linhas.
Contudo, esta nova ofensiva não foi lançada após um grande planejamento tático, mas sim como algo montado as pressas, em um movimento para distrair as Potências Centrais que se lançavam em incontáveis ataques na Frente Oriental e, principalmente, em Verdun, onde sangrentas batalhas estavam sendo travadas.
Assim, os italianos foram compelidos a atacar, após uma conferência aliada na cidade de Chantilly decidir que ofensivas em conjunto deveriam ser feitas.

## A batalha
Cadorna autorizou os ataques, encabeçados pelo 2º e 3º corpos do exército italiano, no começo de março de 1916, mas eles nunca aconteceram "a todo o vapor". Assim, a quinta batalha do rio Isonzo acabou sendo bem menos sangrenta que as anteriores. A luta se concentrou no Planalto de Cársico, com o objetivo de tomar as cidades de Gorizia e Tolmin.
Após quase uma semana de combates, com quase 4 000 vidas perdidas, a luta cessou, principalmente devido as péssimas condições climáticas. Além disso, os austríacos também haviam lançado uma contra-ofensiva em Trentino.
Em alguns locais, especialmente ao redor de Gorizia, pequenos combates continuaram até além de 30 de março. Contudo, nenhum vencedor claro emergiu destes embates.
Cadorna pressionou os russos para que continuassem sufocando os austro-húngaros na frente leste para que assim ele pudesse mover forças adicionais para tentar retomar Trentino, abandonando a luta no Isonzo e encerrando assim sua quinta ofensiva na região.

## Eventos posteriores
Uma vez encerrada a quinta batalha do rio Isonzo, os italianos começaram a elaborar uma nova ofensiva. O marechal Cadorna começou a planejar um sexto ataque na região, após ouvir promessas dos Aliados de que mandariam mais suprimentos e materiais para o fronte italiano.